# Península de Banks
A Península de Banks é uma península que fica na costa oriental da Ilha Sul da Nova Zelândia. Estende-se por cerca de 55 km pelo oceano Pacífico e é adjacente à maior cidade da Ilha Sul, Christchurch.
A península tem área de aproximadamente 1000 km². Tinha, em 2001, 7833 habitantes. A grande maioria da população é de origem europeia, e os Māori são representados em menor proporção do que no resto da Nova Zelândia.

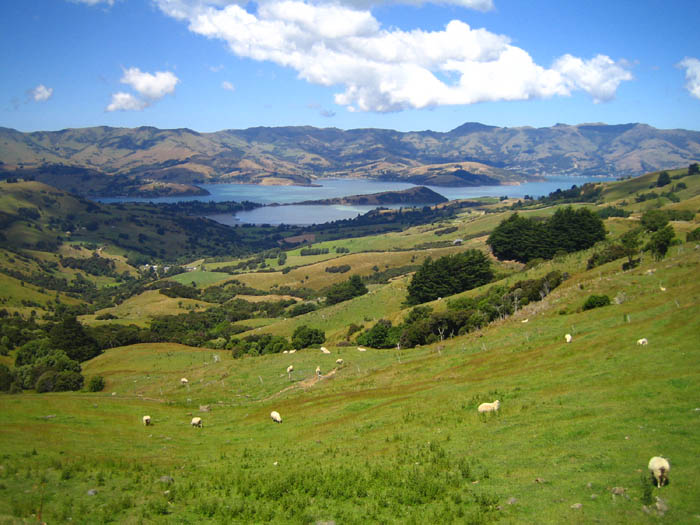
Vista do Akaroa Harbour.

A costa é baixa e constitui o prolongamento das planícies de Canterbury, embora a península de Banks avance mar adentro num maciço montanhoso que limita duas grandes baías: a baía de Canterbury no sudoeste e a baía de Pegasus no norte. Mais pormenorizadamente, a península é enquadrada a norte pelo estuário dos rios Avon e Heathcote em torno do qual se situa a cidade de Christchurch e a oeste o lago Ellesmere. A costa tem muitos cabos, pequenas penínsulas e portos naturais, dos quais dois principais: o porto de Akaroa (sul), e o de Lyttelton (norte). O ponto mais alto é o monte Herbert, com 919 metros de altitude.
O clima da região é o clima oceânico.